# Recta de Schoch

La recta de Schoch (cian) pasa por el punto A_{1}, y en ella se localizan los centros de los círculos de Arquímedes tangentes al círculo mayor del arbelos y a una serie de arcos tangentes entre sí en la cúspide intermedia del arbelos

En geometría, la recta de Schoch es una línea definida a partir de un arbelos, en la que se localizan los centros de una serie de circunferencias que son simultáneamente tangentes al círculo mayor del arbelos, y a una serie de arcos tangentes entre sí en la cúspide intermedia del arbelos. Todas estas circunferencias tienen el mismo tamaño que los círculos de Arquímedes. Su nombre procede de una referencia de Peter Woo al trabajo de Thomas Schoch, que había estudiado la recta junto con los círculos de Schoch.

## Construcción
Un arbelos es una forma delimitada por tres arcos semicirculares mutuamente tangentes con puntos finales colineales, con los dos arcos más pequeños anidados dentro del más grande. Sean los puntos finales de estos tres arcos (en orden en la recta que los contiene) A, B y C. Sean K1 y K2 dos arcos más, con centros en A y C, respectivamente, con radios AB y CB. Estos dos arcos son tangentes en B. Ahora, sea  K3 el más grande de los tres arcos del arbelos. A continuación, se traza un círculo tangente a los arcos K1, K2 y K3, cuyo centro es el punto A1. Este círculo es congruente con los círculos de Arquímedes (es decir, tiene el mismo radio), por lo que es un círculo arquimediano; y es uno de los círculos de Schoch. La recta de Schoch es perpendicular a la línea AC y pasa por el punto A1. También es la ubicación de los centros de infinitos círculos arqimedianos, los círculos de Woo.

## Radio y centro deA1
Si r=AB/AC y AC = 1, entonces el radio de A1 es
{\displaystyle \rho ={\frac {1}{2}}r\left(1-r\right)}
y el centro es
{\displaystyle \left({\frac {1}{2}}r\left(-1+3r-2r^{2}\right)~,~r\left(1-r\right){\sqrt {\left(1+r\right)\left(2-r\right)}}\right).}